# Stremilce, Radehiv
Stremilce (în ucraineană Стремільче) este localitatea de reședință a comunei Stremilce din raionul Radehiv, regiunea Liov, Ucraina.

## Demografie
Componența lingvistică a localității Stremilce
     Ucraineană (99,78%)
Conform recensământului din 2001, majoritatea populației localității Stremilce era vorbitoare de ucraineană (99,78%), existând în minoritate și vorbitori de alte limbi.